# Гертруде Едерле
Гертрудa Каролина Едерле (енгл. Gertrude Ederle; Њујорк, 23. октобар 1906 — Вајкоф, 30. новембар 2003) била је америчка пливачица, олимпијска шампионка и светска рекордерка у пет дисциплина. Запамћена је по томе што је прва жена која је препливала Ламанш, 6. августа 1926. године. У штампи тог времена често је називана "Краљицом таласа".
Пре Гертруде Едерле само пет мушкараца успело је да преплива Ламанш. Најбоље време постигао је Енрике Тирабочи две године раније - 16 сати и 33 минута. Гертруда је канал препливала за 14 сати и 34 минута, оборивши тако дотадашњи светски рекорд за цела два сата.

## Биографија
Гертруда Едерле, за пријатеље Труди, рођена је 23. октобра 1906. године на Менхетну у Њујорку. Била је треће од шесторо деце немачких имиграната, Гертруде Ане Хаберстрох и Хенрија Едерлеа који је, према подацима у њеној биографији Америчка девојка, водио једну месару на Менхетну. Због прележаних морбила од детињства је имала слаб слух. Препливавањем Ламанша додатно га је оштетила, а до 40-их је била скоро потпуно глува.   
Пливањем је почела да се бави као сасвим млада. Када је имала осам година, риликом посете баки у Немачкој, готово се удавила у језеру. Овај је догађај мотивисао ју је да научи да плива. Отац ју је научио да плива у Хајленду, у Њу Џерсију, где је породица поседовала викендицу. Током првих покушаја осигуравао ју је канапом. За само неколико месеци својом пливачком вештином је надмашила вршњаке. Са 12 година придружила се пливачком клубу у ком је већ исте године постигла свој први светски рекорд. Године 1925. постала је професионална пливачица.  
Поред ангажмана на филму и пливачким представама Гертруда је подучавала пливању глуву децу. Године 1933, падом низ степенице зграде у којој је становала, повредила је кичму, због чега је неколико година била везана за кревет, а њена спортска каријера је прекинута. Ипак, 1939. довољно се опоравила да се појави на пливачкој ревији на Светској изложби у Њујорку 1939. године.
Гертруда Едерле никада се није удавала, а од 2001. године живела је у дому за старе. Умрла је 30. новембра 2003. у Вајкофу, Њу Џерси, у 97. години. Сахрањена је у Бронксу, у Њујорку.

## Аматерска каријера
Едерле је тренирала у Женском пливачком удружењу (Women's Swimming Association - WSA) које је дало многе познате пливачице, између осталих и Естер Вилијамс. Годишња чланарина од 3 долара омогућила јој је да плива у малом затвореном базену на Менхетну.
Гертруда Едерле се придружила клубу када је имала само дванаест година. Исте године је поставила свој први светски рекорд у дисциплини 880 јарди слободно, поставши најмлађа светска рекордерка у пливању. Након тога је поставила још осам светских рекорда, од којих седам 1922. године, све на Брајтон Бичу у Њујорку током једног поподнева. Од 1921. до 1925. године држала је укупно 29 америчких националних и светских рекорда.
На Летњим олимпијским играма 1924. у Паризу освојила је златну медаљу као члан првопласираног америчког тима у штафети 4×100 метара слободним стилом. Заједно са саиграчицама у штафети поставила је нови светски рекорд од 4:58,8 у финалу такмичења. Појединачно, освојила је бронзане медаље за треће место у тркама на 100 метара слободно за жене и на 400 метара слободно за жене.
Амерички тим је те године на Олимпијским играма у Паризу освојио укупно  99 медаља. У тиму су, између осталих, били и пливач Џони Вајсмулер, веслач Бенџамин Спок, тенисерка Хелен Вилс и скакач у даљ ДеХарт Хабард који је, према биографији Америчка девојка, био "први црнац који је освојио појединачно злато".

## Професионална каријера
Године 1925. Едерле је постала професионална пливачица. Исте године је препливала 22 миље (око 35 км) од Батери Парка у Њујорку до Сенди Хука у Њу Џерзију, за 7 сати и 11 минута, што је рекорд који је држала 81 годину, пре него што га је оборила аустралијска пливачица Тами ван Вис.

### Препливавање Ламанша
Године 1925. Женско пливачко удружење спонзорисало је покушај Хелен Вејнрајт и Гертруда Едерле да препливају Ламанш. Хелен Вејнрајт се повукла у последњем тренутку због повреде, па је Гертруда одлучила да сама оде у Француску. Тренирала је са пливачемЈ. Волфом, који је и сам 22 пута покушао да преплива Канал. Тренинг са Волфом није добро прошао. У свом првом покушају, 18. августа 1925. била је дисквалификована када је Волф наредио другом пливачу, који јој је правио друштво, да је извуче из воде. Према њеном и сведочењима других посматрача, она се није "давила", већ се одмарала лебдећи лицем надоле. Волф је раније коментарисао да жене можда нису способне да препливају Ламанш и спекулисало се да не жели да Едерле успе.
Годину дана касније, овог пута вођена тренером Билом Барџесом који је успешно препливао Ламанш 1911, успела је. Ујутро 6. августа 1926. у 7 сати и 8 минута Гертруда је ушла у воду на рту Гри-Ни  , а на енглеску обалу изашла је у селу Кингсдаун у Кенту, 14 сати и 34 минута касније. Њен рекорд оборен је тек 1950. године. На себи је имала пливачко одело које је дизајнирала њена старија сестра — црвену капу и дводелни купаћи костим. Током пливања носила је мотоциклистичке наочаре да заштити очи од слане воде, као што је то урадио и Барџес 1911. године. Међутим, док је Барџес пливала прсно, она је пливала краул, па је своје наочаре запечатила парафинским воском како би биле водонепропусне. Тело је премазала ланолином, вазелином, маслиновим уљем и салом како би се заштитила од медуза и хладноће. Када је ушла у море температура воде била је 16°C. Раздаљина између два града званично износи 34 км, али узбуркано море је учинило да је стварна дужина њеног пливања била око 56 км. Пре Гертруде Едерле само пет мушкараца успело је да преплива Ламанш. Најбоље време постигао је Енрике Тирабочи две године раније - 16 сати и 33 минута, које је Гертруда оборила за цела два сата.
Гертруда Едерле је за овај други покушај имала уговор и са новинама Њујорк дејли њуз и са Чикаго трибјун који су платили трошкове, обезбедили јој скромну плату и дали бонус у замену за ексклузивна права на њену личну причу. 
Током другог покушаја препливавања имала је пратњу на тегљачу Алзас , на ком су били њен отац, једна од њених сестара и новинари листова који су је спонзорисали. Другим новинарима није био дозвољено укрцавање на Алзас, па су они ангажовали други тегљач. У неколико наврата током пливања овај тегљач је дошао близу Гертруде и умало је угрозио. Касније су се у британској штампи појавиле спекулације да су је та два тегљача у ствари заклонила од лошег времена и тако јој „олакшали“ пливање. 
Када се вратила кући, на Менхетну јој је организован свечани дочек и парада. На дочеку се окупило више од два милиона људи. После тога играла је у филмској комедији из 1927. Swim Girl, Swim и наступала у пливачким представама. Упознала је председника Калвина Кулиџа, а једна песма и плес названи су по њој. Међутим, њен менаџер није успео да искористи толику славу, тако да јој забављачка каријера није донела већи финансијски успех. Велика депресија је такође утицала на њену финансијску ситуацију. Пад низ степенице њене стамбене зграде 1933. године прекинуо је њену спортску каријеру. 

## Почасти и сећања
Гертруда Едерле примљена је 1965. године у Међународну пливачку кућу славних као „почасни пливач“. У америчку Националну женску кућу славних примљена је 2003.
У знак сећања на Гертруду Едерле годишњи пливачки маратон од Батери Парка у Њујорку до Сенди Хука у Њу Џерсију, зове се Ederle Swim и прати трасу којом је она пливала.
На Менхетну се налази Рекреациони центар Гертруда Едерле.
Године 2008. о њеном подухвату на Ламаншу Гевин Мортимер објавио је роман Велико пливање. Две године касније према овој књизи снимљена је истоимена радио-драма коју је ББЦ радио 4 премијерно емитовао 1. септембра 2010.
Према биографском роману Глена Стоута Млада жена и море (Young Woman and the Sea), објављеном 2009. снима се истоимени филм у Дизни продукцији.